# 威悉-埃姆斯大区
威悉-埃姆斯大区（德語：Gau Weser-Ems）成立於1928年10月1日，以威悉河和埃姆斯河命名，是1933年至1945年間納粹德國在奧爾登堡自由州、不來梅州和普魯士漢諾威省西部的核心地區的一個行政區劃。在此之前，從1928年到1933年，是納粹黨在該地區的區域分部。